# T.J. 라미니
T.J. 라미니(T. J. Ramini, 1975년 5월 26일 ~ )는 영국의 배우, 각본가, 텔레비전 배우이다.
런던에서 태어났다.

## 방송
- 트위스티드
- 24 시즌8

## 영화
- 해피 어게인 (2017년) - 부동산 직원 역
- 행복배달부 팻아저씨 (2014년) - 벤 테일러 역
- 런던잡 (2013년) - 라파엘 역
- 배트맨 비긴즈 (2005년)
- 스피브 (2004년) - 파벨 역
- 데스 오브 클링호퍼 (2003년)
- 데이팅 디 에너미 (1996년) - 트로이 역